# Real Ejército de los Países Bajos
El Real Ejército de los Países Bajos  (en neerlandés: Koninklijke Landmacht, abreviada como KL), es el ejército actual de los Países Bajos y una parte integral de las Fuerzas Armadas de los Países Bajos.
El Koninklijke Landmacht fue fundado el 9 de enero de 1814, aunque sus orígenes se remontan a 1572, cuando se fundó el llamado Staatse leger, convirtiendo al ejército en uno de los más antiguos que aún existen. Luchó durante las guerras napoleónicas, la Segunda Guerra Mundial, la Guerra de la Independencia de Indonesia, la Guerra de Corea, y mantuvo a sus tropas en las fronteras de Alemania Occidental durante la Guerra Fría.
Desde 1990, el ejército ha sido empleado en la Guerra del Golfo, desde 2003 en la Guerra de Afganistán, y varias operaciones de mantenimiento de la paz, incluidas las llevadas a cabo bajo la coordinación de la ONU como la FPNUL en el Líbano y la UNPROFOR en Bosnia y Herzegovina.

## Estructura
Las Fuerzas en apicea operacional del ejército holandés son brigadas constituidas: la 11° Brigada de Aeromóviles, la 13° Brigada Ligera y la 43° Brigada Mecanizada. El ejército holandés consiste en 21,500 soldados profesionales con reclutamiento voluntario; el servicio militar no ha sido abolido sino solo suspendido. Las otras fuerzas armadas, la Royal Navy, la Royal Air Force y la Gendarmerie también están formadas por voluntarios.

## Armamento

### Armas ligeras

#### Pistolas y subfusiles
- Glock
- Heckler & Koch MP5
- FN P90

#### Rifles de asalto
- Colt Canada C7 (versión canadiense del M16 (rifle)
- Colt Canada C8 (carabina)
- Heckler & Koch HK416

#### ametralladoras
- FN MAG
- FN Minimi
- Browning M2

#### Rifles de francotirador
- Steyr Mannlicher SSG 69
- Precisión  AWM
- Barrett M82A1

#### Escopetas
- Mossberg  M590A1 Propósito especial
- Franchi SPAS-12

#### Lanzagranadas y armas antitanques
- Lanzagranadas de 40 mm
- Dragón (arma antitanque, corto alcance)
- M136 (arma antitanque, largo alcance), se retirará
- REMOLQUE (arma antitanque), se retirará
- Rafael Gill (arma antitanque, rango medio)
- Panzerfaust 3

### Vehículos blindados
- Vehículos de reconocimiento
  - 410 Fennek
- Tanque de batalla principal
  - 16 Leopard 2 A6NL (como una compañía holandesa en el alemán-holandés  PzBtl 414 en Bergen-Hohne)
- Vehículos de combate de infantería
  - 132  CV90 35NL + armadura adicional
- Tanque de transporte
  -  Bushmaster
  - 90  Sisu XA-188
  - 208 GTK Boxer
- Guerra electrónica
  - zorro
- Vehículos pioneros
  -  bernard castor
  - Pioneer Tank 1
  - Bergepanzer Buffalo
- Defensa ABC
  -  zorro

### Artillería
- Mortero
  - L16A2 mortero de 81 mm
  - mortero de bala de 120 mm
- Panzerhaubitzen
  - 39 Panzerhaubitze 2000

### Vehículos sin pintar
- 5500  Mercedes-Benz G-Class (Wolf) ( versiones diferentes )
- DAF Camiones ( versiones diferentes )